# League of Legends: Wild Rift
League of Legends: Wild Rift (abreviado LoL: WR o sencillamente Wild Rift) es un videojuego multijugador de arena de batalla on-line desarrollado y publicado por Riot Games  para sistemas operativos Android, iOS, y próximamente disponible en consolas. El juego es una versión adaptada del juego de PC, League of Legends.
Como en el juego de PC League of Legends, los jugadores controlan un personaje ("campeón") con capacidades únicas y luchan contra un equipo de jugadores o bots producidos por el juego, con el objetivo de destruir el "Nexus" del equipo contrario. En cada partida de League of Legends: Wild Rift  los  campeones empiezan relativamente débiles y van aumentando su fuerza por acumulación de elementos y experiencia durante el desarrollo de la partida. Los campeones están influidos por una variedad de géneros, incluyendo fantasía alta, steampunk, y Lovecraftian horror.

## Gameplay
League of Legends: Wild Rift es videojuego multijugador de arena de batalla en línea (MOBA) que se juega en una perspectiva isométrica tridimensional. Los jugadores compiten en partidas que tienen una duración media de 15 a 20 minutos. Los miembros de cada equipo trabajan juntos para destruir el Nexo de la base del equipo enemigo, jugando diferentes líneas como son; jungla, adc, supp, top y mid.

## Historia
Después de adquirir Riot Games, Tencent quiso convertir League of Legends en un juego para móvil, pero la propuesta fue denegada justificando que el juego no podría ser replicado en un formato para teléfonos inteligentes. Tencent creó su propio juego para el movil, King of Glory (con su adaptación internacional conocida como Arena of Valor) en 2015.
League of Legends: Wild Rift fue anunciado el 15 de octubre de 2019.

## Lanzamiento
League of Legends: Wild Rift estaba previsto para ser lanzado en 2020. con un lanzamiento de una alfa limitada en Brasil y las Filipinas en junio de 2020.
El 16 de septiembre de 2020, fue lanzada una versión beta de Wild Rift en Asia en la Google Play y App Store, con más regiones para ser añadidas en una fecha que no ha sido confirmada. El 8 de octubre de 2020, la beta cerrada regresó, añadiendo a Corea del Sur y Japón.
El 10 de diciembre de 2020, la beta abierta fue lanzada antes de lo planeado para incluir la Commonwealth de Estados Independientes, Europa, el Oriente Medio, y Turquía. Wild Rift sería finalmente lanzado en Latinoamérica el 28 de marzo del 2021.